# Hauenstein-Basistunnel
De Hauenstein-Basistunnel is een onderdeel van de Hauensteinlinie staat bekende als een Zwitserse spoorlijn van de stad Bazel onder de Hauenstein Pass van het Juragebergte naar de stad Olten loopt.
Parallel aan deze spoortunnel ligt de oudere Hauenstein-Scheiteltunnel als onderdeel van de Hauensteinlinie.

## Kenmerken
Traject (Sissach-) Tecknau–Olten.
- Lengte 8134 meter
- Bouwtijd 1912–1916

Het traject werd geëlektrificeerd met een spanning van 15.000 volt 16 2/3 Hz wisselstroom.

## Geschiedenis
Wegens de aanwezigheid van een grote helling is het traject via de Hauenstein-Scheiteltunnel niet geschikt voor het afhandelen van lange en zware goederentreinen. Toen in 1901 het net van de SCB werd overgenomen door de SBB zocht men een alternatief traject van Bazel naar Olten. In 1909 werd besloten het traject via Gelterkinden en Tecknau en de Hauenstein-Basistunnel aan te leggen.
In 1912 werd met de voorbereidende werkzaamheden aan de Hauenstein-Basistunnel begonnen. Na een bouwtijd van vier jaar was de acht kilometer lange tunnel gereed voor gebruik. Op 8 januari 1916 werd dit trajectdeel inclusief de Hauenstein-Basistunnel feestelijk geopend.
Op 9 januari 1916 werd de parallel lopende tramlijn van de Sissach-Gelterkinden-Bahn stilgelegd.
De Hauensteinlinie die via de Hauenstein-Basistunnel loopt is op dit moment een van de drukst bereden spoorlijnen in Zwitserland.

## Goederenvervoer
Ze maakt deel uit van de noord-zuidverbinding in het goederenvervoer, waarbij een groot deel verzorgd wordt door SBB Cargo en door BLS Cargo en andere vervoerders.

### Rollende Landstraße
Op de noord – zuidroute door Zwitserland werd begin 1990 het project van de Rollende Landstraße (afgekort RoLa) voor het vervoer van zware vrachtauto’s op goederentreinen gestart. In Zwitserland wordt de afkorting RoLa vertaald als Rollende Autobahn.
De Firma Hupac AG uit Chiasso heeft de bedrijfsvoering van Rollende Landstraße in Zwitserland en op het traject van Freiburg im Breisgau naar Novara wordt dit gedaan door de Dochteronderneming RAlpin AG uit Olten. De BLS verzorgd voor deze trein de tractie op het traject van Freiburg im Breisgau naar Domodossola. Onderweg wordt in Spiez tractie gewisseld en in Domodossola neemt de Ferrovie dello Stato (FS) de trein over en brengt deze naar Novara.

## Personenvervoer
Het personenvervoer op de Hauensteinlinie via de Hauenstein-Basistunnel rijdt eenmaal per uur een Interregio-trein bestaande soms uit dubbeldeks rijtuigen met een SBB Re 460 locomotief en een Intercity-trein bestaande soms uit EW4 rijtuigen met een SBB Re 460 locomotief. Ook rijdt op dit traject de S3 op het traject Porrentruy – Delémont – Aesch – Basel SBB – Pratteln – Sissach – Olten. De maximumsnelheid in de tunnel is 140 km/h.
Als gevolg van het grotere verkeersaanbod dreigt de capaciteit van dit traject te worden overschreden. Hiervoor zoekt men oplossingen in het verdichten van het bloksysteem en aanpassen van stations en seinen.
De eerste omvangrijke uitbreiding was de vijf kilometer lange Adlertunnel tussen Muttenz en Liestal.
Onderzocht wordt of de mogelijkheid aanwezig is om in een derde debat een Jura-doorgang de zogenoemde Wisenbergtunnel, tussen Liestal of Sissach en Olten, met aansluiting op het traject richting Aarau-Zürich en Olten-Bern te realiseren.
Voor dit project zijn tot dusverre nog niet de benodigde financiële middelen beschikbaar.